# Paolo Maurizio Ferrari
Paolo Maurizio Ferrari (Modena, 29 settembre 1945) è un ex brigatista italiano.

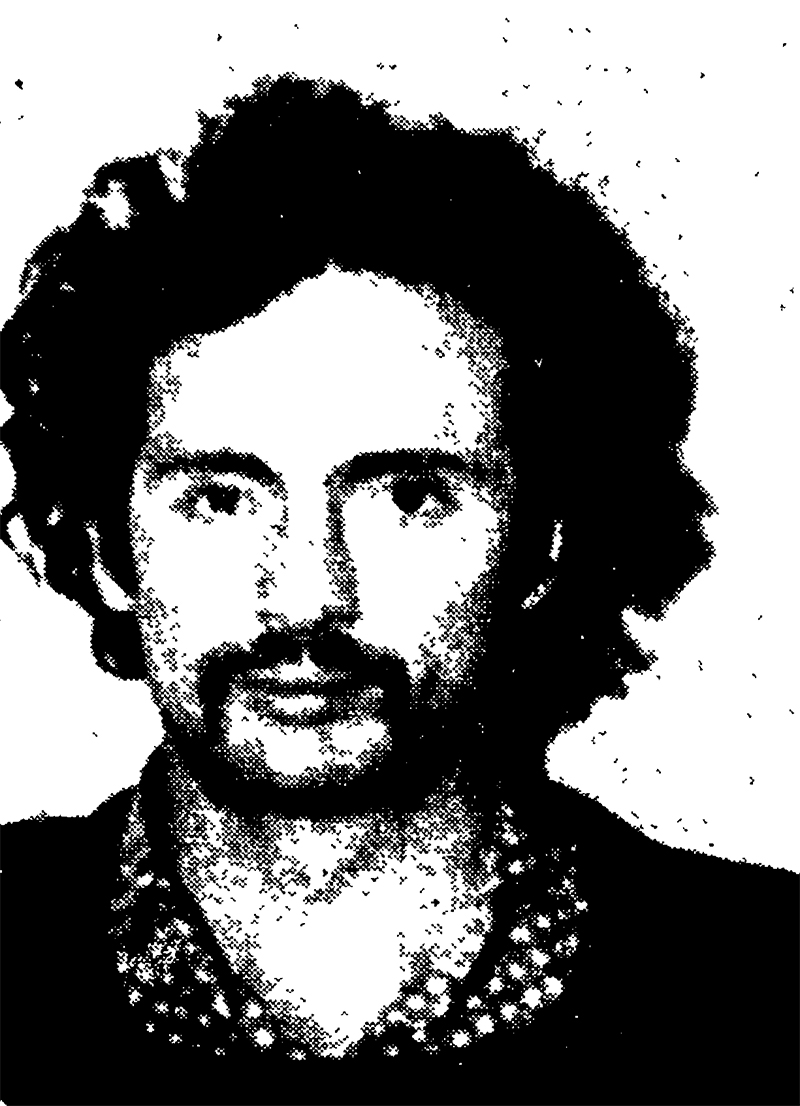
Foto segnaletica di Paolo Maurizio Ferrari

Non si è mai dissociato dalla lotta armata e per questo è stato soprannominato dai mass-media l'ultimo irriducibile.

## Biografia
Nato nel 1945 da padre ignoto, Paolo Maurizio Ferrari cresce a Nomadelfia, una comunità religiosa nel comune di Grosseto fondata da don Zeno Saltini, a cui sua madre l'aveva affidato non potendolo mantenere. Verrà arrestato alla vigilia della strage di Brescia e sconterà tutti i 31 anni inflittigli perché non ha mai voluto usufruire dei permessi di uscita dal carcere poiché prevedevano la stesura di una domanda che il carcerato deve inoltrare alle autorità competenti. A lui erano arrivati indagando sul sequestro di Bruno Labate, il sindacalista CISNAL sequestrato a Torino il 12 febbraio 1973. Quando l'avevano ferito a Firenze, aveva in tasca una copia dell'ultimo comunicato del sequestro del giudice Sossi, liberato da soli pochi giorni, oltre a un'agendina che consentirà di scoprire una base di Torino. A chi volle interrogarlo rispose: «Mi chiamo Maurizio Ferrari, sono un militante rivoluzionario, mi dichiaro prigioniero politico».
Nel 1968 lasciò Nomadelfia per trasferirsi a Milano dove, con l'aiuto dello stesso Saltini, trovò lavoro come operaio alla Pirelli, entrando in contatto con la brigata di fabbrica costituita dalle nascenti Brigate Rosse.

## Attività rivoluzionaria
Licenziato dall'azienda, Ferrari divenne un militante regolare delle BR e si trasferì a Torino, dove partecipò ai sequestri del sindacalista della CISNAL Bruno Labate e del dirigente FIAT Ettore Amerio. In seguito parteciperà al commando responsabile del sequestro del magistrato Mario Sossi assieme a Alfredo Bonavita.
Il 27 maggio 1974 fu arrestato a Firenze, pochi giorni dopo il rilascio di Mario Sossi, del cui sequestro fu ritrovata una copia della rivendicazione sull'auto di Ferrari.
Paolo Maurizio Ferrari fu il primo arrestato del cosiddetto "nucleo storico" delle BR, e nel 1978 ne fu il "portavoce" durante il processo di Torino. Fu condannato a ventun anni di carcere per sequestro di persona e rapina, e ricevette altri anni di condanna per avere preso parte alla rivolta (contro anche il sistema detentivo previsto delle carceri speciali) nel carcere dell'Asinara nel 1979.

## Situazione attuale
Paolo Maurizio Ferrari non si è mai dissociato dalla lotta armata e non ha mai beneficiato del regime di semilibertà: è uscito dal carcere soltanto nel 2004, dopo trent'anni di detenzione.
Nel giugno del 2007 ha preso parte ad una manifestazione contro il regime del 41bis tenutasi presso il carcere dell'Aquila.
Il 26 gennaio 2012 è stato arrestato nell'ambito di un'indagine sugli scontri relativi al progetto della galleria di base Torino-Lione.
Il 27 gennaio 2015 viene condannato a 4 anni e sei mesi di detenzione per aver partecipato, assieme a migliaia di altri No TAV, agli scontri con le forze di polizia il 27 giugno e 3 luglio 2011 in Val di Susa.
Dopo aver partecipato il 23 ottobre 2021 a Milano alla manifestazione contro il green pass, portando uno striscione con la scritta "Lavoratori contro Green Pass e obbligo vaccinale Ora e sempre resistenza", viene denunciato dalla Digos.